# Ostoja Augustowska
Ostoja Augustowska (PLH200005) – obszar mający znaczenie dla Wspólnoty w północno-wschodniej Polsce, o powierzchni 107 068,74 ha, w całości w woj. podlaskim, na Pojezierzu Litewskim, przy granicy z Litwą i Białorusią. Celem utworzenia obszaru jest ochrona naturalnych i półnaturalnych ekosystemów, określanych zgodnie z nazewnictwem systemu Natura 2000 siedliskami przyrodniczymi, a także zagrożonych gatunków i ich siedlisk.
Stwierdzono występowanie jedenastu siedlisk przyrodniczych, tj. m.in. bory i lasy bagienne, naturalne, dystroficzne zbiorniki wodne, torfowiska wysokie z roślinnością torfotwórczą, torfowiska przejściowe i trzęsawiska, torfowiska alkaliczne.
Ostoja została utworzona w 2009 roku przez Komisję Europejską.

## Położenie
Ostoja Augustowska znajduje się w północnej części woj. podlaskiego, obejmując gminy trzech powiatów: augustowskiego, sejneńskiego i suwalskiego, oraz niewielki fragment Suwałk, które są miastem na prawach powiatu. Stanowi rozległy i zwarty obszar o długości ok. 50 km (SW-NE) i szerokości ok. 49 km (SE-NW). Powierzchnia obszaru wynosi 107 068,74 ha (początkowo 105 766,1 ha), co stanowi 5,3% powierzchni województwa. Obszar ochrony przylega do granicy polsko-litewskiej i do granicy polsko-białoruskiej. Teren ostoi cechuje słabo rozwinięte osadnictwo.
Od północy Ostoja Augustowska graniczy z obszarami Natura 2000: Ostoja Wigierska oraz Pojezierze Sejneńskie, a od południa obszar Dolina Biebrzy, na których znajdują się Wigierski Park Narodowy i Biebrzański Park Narodowy.
Ostoja Augustowska zajmuje głównie Równinę Augustowską, a także od północy obrzeża Pojezierza Wschodniosuwalskiego, od południa obrzeża Kotliny Biebrzańskiej.
W dokumentacji Natura 2000 podkreślane jest znaczenie tego obszaru jako korytarza ekologicznego dla gatunków flory i fauny, który łączy lasy Europy Środkowej i Wschodniej. Puszcza Augustowska wraz z przylegającymi terenami leśnymi na Litwie i Białorusi stanowi jeden z największych zwartych kompleksów leśnych na nizinach Europy Środkowej.

## Przyroda
Ostoję Augustowską charakteryzuje rozległy i zwarty kompleks lasów, w którym przeważają bory sosnowe i świerkowe. Świerczyny zajmują zwykle bardziej wilgotne siedliska w północnej części kompleksu, bory sosnowe dominują w jego części południowej. Na przestrzeni kilkudziesięciu lat w Puszczy Augustowskiej zaobserwowano wzrost udziału świerka, zwłaszcza w płatach odmiany sasankowej kontynentalnego boru sosnowego świeżego. Pojawiły się również gatunki obce, jak dąb czerwony i czeremcha amerykańska, ale w stosunkowo małej ilości. Inne domieszkowe gatunki drzew i krzewów notowane na tym obszarze to dąb szypułkowy, jałowiec pospolity, leszczyna pospolita i kruszyna pospolita. Znajdują się tu fragmenty lasów o charakterze naturalnym, w tym z drzewostanami 180-letnimi sosnowymi i świerkowymi, w których drzewa osiągają do 40 m wysokości. Obszar cechuje się dużą liczbą otoczonych przez torfowiska jezior dystroficznych. W ostoi duże powierzchnie zajmuje olszyna bagienna, fragmentarycznie wykształca się grąd. Poza lasami występują łąki kośne i pastwiska. Północno-zachodnią część obszaru zajmuje bezleśny kompleks torfowisk ciągnących się wzdłuż Rospudy.
Obszar jest ostoją takich zagrożonych ssaków jak ryś (Lynx lynx), wilk szary (Canis lupus), wydra (Lutra lutra) i bóbr (Castor fiber). Na terenie chronionym znajdują się dobrze zachowane naturalne siedliska borowe i torfowiskowo-bagienne, jak również duża liczba stanowisk rzadkich i zagrożonych gatunków roślin naczyniowych, z których sześć jest umieszczonych w załączniku II dyrektywy siedliskowej. W Ostoi Augustowskiej występują stanowiska kilkunastu gatunków storczykowatych, a także jedyne w Polsce stanowisko podejźrzona wirginijskiego (Botrychium virginianum).

## Ochrona przyrody
Nadzór nad Ostoją Augustowską sprawuje Regionalny Dyrektor Ochrony Środowiska w Białymstoku.
Około 60,5% powierzchni Ostoi Augustowskiej pokrywa Obszar Chronionego Krajobrazu Puszcza i Jeziora Augustowskie, niewielkie fragmenty Ostoi leżą też w granicach obszarów chronionego krajobrazu Pojezierze Sejneńskie (5,12%), Dolina Rospudy (5,17%) i Dolina Biebrzy (2,59%). Na terenie Ostoi Augustowskiej znajduje się 13 rezerwatów przyrody, które zajmują łącznie 3,75% powierzchni tego obszaru: „Łempis”, „Kukle”, „Perkuć”, „Mały Borek”, „Starożyn”, „Kuriańskie Bagno”, „Kozi Rynek”, „Jezioro Kalejty”, „Stara Ruda”, „Glinki”, „Brzozowy Grąd”, „Jezioro Kolno”, „Tobolinka”. Obszar Ostoja Augustowska w dużej mierze pokrywa się też z obszarem specjalnej ochrony ptaków Puszcza Augustowska (PLB200002).